# Pré-processador

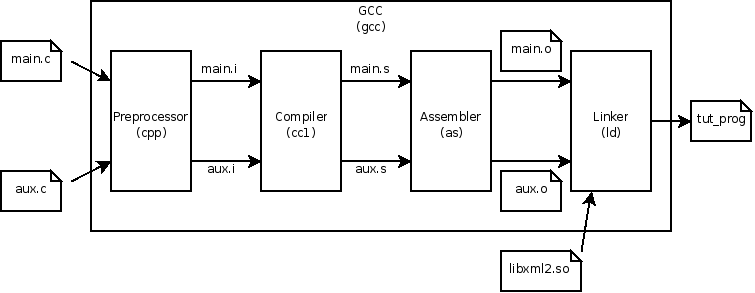
Descrição do pré-processador.

Um pré-processador é um programa que recebe texto e efectua conversões léxicas nele. As conversões podem incluir substituição de macros, inclusão condicional e inclusão de outros ficheiros.
A linguagem de programação C possui um pré-processador que efectua as seguintes transformações:
- substitui trigrafos por equivalentes
- concatena ficheiros de código-fonte
- substitui comentários por espaços em branco
- reage a linhas iniciadas com um caracter de cardinal (#), efectuando substituição de macros, inclusão de ficheiros, inclusão condicional e outras operações

O uso de pré-processadores tem vindo a ser cada vez menos comum à medida que as linguagens recentes fornecem características mais abstractas em vez de características orientadas lexicalmente. É certo que o abuso do pré-processador pode dar origem a código caótico. Ao desenhar uma linguagem de programação baseada em C, Bjarne Stroustrup introduziu características tais como funções em linha e modelos na linguagem C++ numa tentativa de tornar o pré-processador de C menos relevante.
Há também linguagens recentes que tem pouca ou nenhuma funcionalidade de pré-processador, como por exemplo a linguagem Java, que não possui um pré-processador.
O pré-processamento pode ser bastante incómodo ao implementar-se análise gramatical incremental ou análise léxica incremental, pois alterações às regras de pré-processamento podem afectar por completo o texto a ser pré-processado.

## Exemplos de C
- Um exemplo típico em C é:

```
#
 
include
 
<stdio.h>

# define FOO 0

int
 
main
 
(
void
)

{

    
/*

    versão alterada do programa "olá mundo"

*/

    
printf
(
"Olá, Mundo!
\n
"
);

    
return
 
FOO
;

}

```

O pré-processador de C, ao analisar este código-fonte, efectua as seguintes alterações:
- substitui a linha #include <stdio.h> pelo ficheiro-cabeçalho com aquele nome, o que torna possivel a utilização da subrotina printf().
- define o conjunto de caracteres FOO para que quando executado seja interpretado como 0.
- substitui o texto comentado (texto entre simbolos /* e */ por espaço em branco.
- substitui o termo FOO na expressão return FOO; por 0

- Outro exemplo de um recurso bastante comum, conhecido por "Include Guards", utilizado em arquivos header:

```
# ifndef _LIBRARY_H

# define _LIBRARY_H

/*

Todo código que define o conteúdo deste arquivo header: assinatura de funções, definição de constantes, etc...

*/

# endif

```

Isso garante que um determinado arquivo header será incluído apenas uma vez durante a compilação de um projeto. A primeira vez que for encontrado #include <library.h> o símbolo _LIBRARY_H não estará definido, portanto #ifndef será verdadeiro e o próximo passo executado pelo compilador será definir esse símbolo _LIBRARY_H e compilar todo código. Caso haja, em outro arquivo .c pertencente ao mesmo projeto, a diretiva #include <library.h>, então dessa vez #ifndef _LIBRARY_H será falso e nada deste arquivo header será compilado novamente. Caso essas diretivas de compilação condicional não estivessem presentes seriam gerados erros de compilação ao incluir mais de uma vez o mesmo arquivo header.
- Mais outro recurso, pré-processado, é o uso da diretiva #pragma, cuja função é prover informações adicionais ao compilador além do que é coberto pela própria linguagem. A seguir temos um exemplo que instrui o compilador a utilizar um alinhamento dos dados em memória diferente do alinhamento padrão: #pragma pack(n). O parâmetro n indica a quantidade de bytes que deve ser utilizada para alinhamento e deverá ser um número potência de 2 (2,4,8,16,32,64,...), caso não seja passado o parâmetro será utilizado o packing padrão do compilador.

```
#include
	
<stdlib.h>

#include
	
<stdio.h>

#pragma pack(2)

typedef
 
struct
 
person
 
t_person
;

struct
 
person
 
{

	
short
 
int
 
id
;

	
int
 
sector
;

	
short
 
int
 
age
;

};

int
 
main
 
(
 
int
 
argc
,
 
char
 
*
argv
[]
 
)

{

	
printf
(
"sizeof t_person: %ld
\n
"
,
 
sizeof
(
t_person
));

	
return
 
EXIT_SUCCESS
;

}

```

Compile, execute e verifique a saída que mostra o tamanho da estrutura t_person em bytes. Experimente não passar nenhum parâmetro para a diretiva #pragma pack(), compile e execute. O tamanho da estrutura será diferente já que utilizando o packing padrão do compilador são adicionados dados sem significado (padding).